# Tirailleurs chinois
Le bataillon de tirailleurs chinois, puis bataillon de tirailleurs de frontière, est une unité des troupes coloniales françaises, formée en Indochine avec des combattants chinois.

## Historique
Des Linh Co chinois sont recrutés dès le début des années 1890. Par arrêté du 4 août 1899, le gouverneur général Doumer autorise officiellement le recrutement de tirailleurs chinois au 2e régiment de tirailleurs tonkinois, parmi les citoyens de l'Empire de Chine mais aussi parmi les Minh Hương (en), descendants de Chinois installés au Vietnam,.
Une première compagnie est formée en septembre 1899 dans le cercle de Móng Cái (à l'époque orthographié Moncay par les Français), suivie de deux autres en 1900. Le recrutement de la 2e compagnie est plus difficile, et celui de la 3e compagnie un échec : celle-ci fusionne dans la 2e compagnie. Le recrutement est élargi aux populations non annamites, comme les Nùng chinois.
Les tirailleurs chinois sont notamment déployés dès novembre 1899 dans le Kouang-Tchéou-Wan, enclave française implantée en Chine du Sud.
Le 20 juin 1902, les deux compagnies sont regroupées et forment le bataillon de tirailleurs chinois, formant corps, regroupé à Móng Cái. Le bataillon, renommé bataillon de tirailleurs de frontière le 12 juillet 1905,, continue de se montrer efficace dans la lutte contre les pillards frontaliers. Il est commandé successivement par le commandant Lagarrue jusqu'en 1905 puis par le commandant Brémaud,.
Le bataillon est dissous fin 1907 et ses hommes rejoignent le 2e régiment tonkinois,. Après cette date, des compagnies de tirailleurs chinois continuent de servir dans ce régiment.

## Uniforme

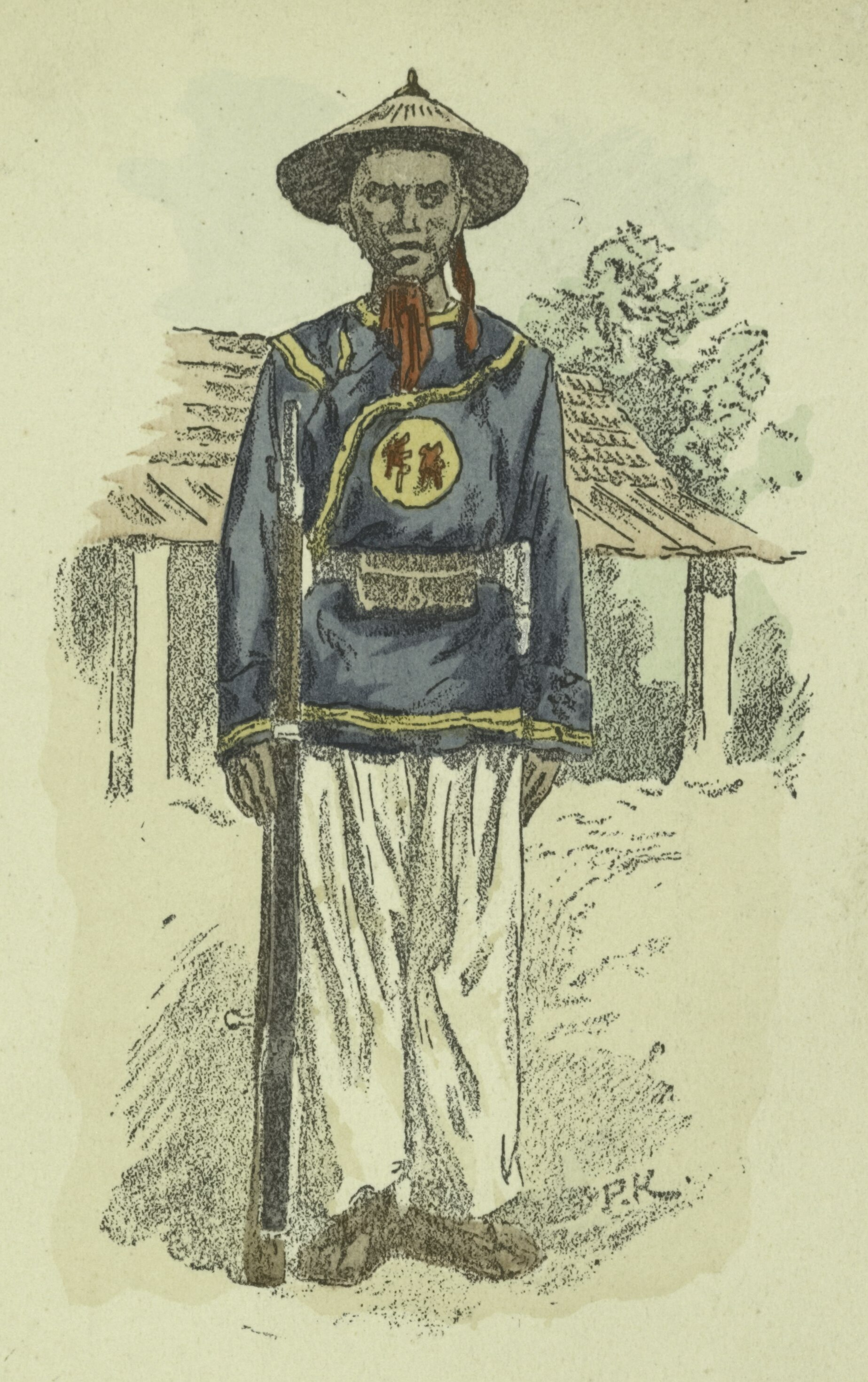
Premier uniforme des tirailleurs chinois.

Les tirailleurs chinois reçoivent initialement un uniforme spécifique, avec une veste chinoise bleu foncé bordée de jaune et portant un disque jaune sur la poitrine (les caractères chinois inscrits dans ce cercle étant rouges), et bas blancs.
En 1900, le général Coronnat, commandant les troupes d'Indochine, donne aux tirailleurs chinois le droit au port du parapluie dans l'uniforme,.
Après la constitution du bataillon en 1902, l'intendance fournit deux uniformes : une version en toile kaki de l'uniforme chinois,, et celui des tirailleurs tonkinois, salacco, paletot bleu et ceinture rouge. Le salacco est très impopulaire car incompatible avec le chignon des Nùng ou la queue de cheval des Chinois. La ceinture rouge pendante est également rejetée,.